# Vibrac (Charente Marítimo)
 Vibrac es una población y comuna francesa, situada en la región de Poitou-Charentes, departamento de Charente Marítimo, en el distrito de Jonzac y cantón de Jonzac.

## Demografía
| 194 | 160 | 154 | 137 | 144 | 168 | 157 | 156 |
| Para los censos de 1962 a 1999 la población legal corresponde a la población sin duplicidades (Fuente: INSEE [Consultar]) |     |     |     |     |     |     |     |